# Onderscheidingen van het Internationale Rode Kruis
Het Internationale Rode Kruis kent twee onderscheidingen en meerdere penningen en Spelden van Verdienste zoals de Medaille voor het eeuwfeest in 1963 en de in 1969 geslagen Medaille ter Ere van het Vijftigjarig Bestaan van de Liga van het Rode Kruis en de Halve Rode Maanverenigingen. Dat zijn legpenningen. Draagbare onderscheidingen zijn:
- De Florence Nightingale-Medaille van het Internationale Rode Kruis
- De Henri Dunant-medaille van het Internationale Rode Kruis

Beide onderscheidingen zijn zeer exclusief. Ze worden zelden toegekend. De Florence Nightingale-Medaille wordt alleen aan verpleegsters toegekend.